# Lartigau
Lartigau es una localidad del Partido de Coronel Pringles, provincia de Buenos Aires, Argentina.

## Toponimia
Su nombre recuerda a Alberto Lartigau (1889-1909), secretario del coronel Ramón Falcón, ambos muertos el 14 de noviembre de 1909 por una bomba arrojada al automóvil en el cual viajaban.

## Población
Cuenta con 6 habitantes (Indec, 2022), lo que representa un descenso del 72% frente a los 22 habitantes (Indec, 2010) del censo anterior.
| Gráfica de evolución demográfica de Lartigau entre 1991 y 2022 |
|                                                                |
| Fuente: Censos nacionales del INDEC.                           |

## Historia
La localidad fue fundada en 1909 con la construcción del Ferrocarril Rosario a Puerto Belgrano.